# ميناء موهافي الجوي والفضائي
ميناء موهافي الجوي والفضائي في مطار روتان (IATA: MHV، ICAO: KMHV) في موهافي، كاليفورنيا، الولايات المتحدة، على ارتفاع 854 مترًا
(2801 قدمًا). وهو أول منشأة مُرخصة في الولايات المتحدة لإطلاق المركبات الفضائية القابلة لإعادة الاستخدام أفقيًا، حيث حصلت على اعتماد كميناء فضائي من إدارة الطيران الفيدرالية في 17 يونيو 2004. ويغطي المرفق مساحة 1213 هكتارًا (2998 فدانًا)، ويضم ثلاثة مدارج.

## التاريخ
افتتحت مقاطعة كيرن مطار موهافي في عام 1935 على بُعد نصف ميل (0,8 كم) شرق موهافي في كاليفورنيا، لخدمة صناعة تعدين الذهب والفضة في المنطقة. كان يضم المطار مدرجين ترابين، أحدهما مُزيّت، ولكنه لم يكن يضم مرافق للتزود بالوقود أو الصيانة. بدأت هيئة الطيران المدني في عام 1941 بإجراء تحسينات على المطار لأغراض الدفاع الوطني، وشملت مدرجين أسفلتيين بأبعاد 4500 × 150 قدمًا (1372 مترًا × 46 مترًا) وممرًا لسيارات الأجرة. وافقت مقاطعة كيرن على إمكانية تولي الجيش إدارة المطار في حالة الحرب.
سيطر سلاح مشاة البحرية الأمريكي على المطار بعد الهجوم الياباني على بيرل هاربور في ديسمبر 1941، ووسّعه ليصبح قاعدة موهافي الجوية المساعدة لسلاح مشاة البحرية (MCAAS). وُسّع المدرجان وأُضيف مدرج ثالث. كما شُيّدت ثكنات عسكرية لإيواء 2734 عسكريًا و376 عسكريًا. قامت شركة فينسون وبرينغل وشركة ديل إي. ويب للإنشاءات، ومقرها فينيكس، أريزونا، بتوسيع قاعدة موهافي الجوية. وبلغت العمالة المدنية في القاعدة ذروتها عند 176 موظفًا. أنفق مشاة البحرية في نهاية المطاف أكثر من 7 ملايين دولار على القاعدة، التي بلغت مساحتها الإجمالية 2312 فدانًا (936 هكتارًا).
تلقى العديد من رواد سلاح مشاة البحرية خلال الحرب العالمية الثانية تدريبهم على المدفعية في موهافي. خلال الحرب العالمية الثانية استضافت موهافي 29 سربًا من الطائرات، وأربع مفارز لخدمات حاملات الطائرات، وثلاثة أسراب للإنذار الجوي. وضمت القاعدة الجوية 145 طائرة تدريب وطائرات أخرى في ذروة نشاطها. كما ضمت موهافي مسبحًا بمساحة 75 × 156 قدمًا، استُخدم لتدريب الطيارين على مخارج الطوارئ المائية وللترفيه. استضافت قاعة القاعدة، التي تتسع لنحو 900 مقعد، العديد من عروض منظمة الخدمات المتحدة، التي ضمت بوب هوب وفرانسيس لانغفورد ومارلين ماكسويل.
مع نهاية الحرب العالمية الثانية، حُلت قاعدة موهافي الجوية (MCAAS) في 7 فبراير 1946؛ وفي اليوم نفسه، أُنشئت قاعدة جوية تابعة للبحرية الأمريكية (NAS). واستخدمت البحرية المطار لعمليات الطائرات دون طيار لمدة تقل عن عام، وأغلقته في 1 يناير 1947. وظلت القاعدة مغلقة لمدة أربع سنوات حتى اندلاع الحرب الكورية. أُعيد تنشيط موهافي كمهبط مساعد لقاعدة موهافي الجوية (MCAS El Toro).
صُوّرت مشاهد من فيلم "قصة لاس فيغاس" في المطار المهجور في عام 1951. طاردت مروحية سيارة حول القاعدة، وحلقت بسرعة في عدة نقاط عبر حظيرة مفتوحة. وقد ظهر برج المراقبة الظاهر على الجانب الأيمن من هذه المقالة في ذروة المطاردة. ووفقًا لمعهد الفيلم الأمريكي (AFI)، "جرى تصوير الموقع في قاعدة موهافي الجوية البحرية بالقرب من موهافي، كاليفورنيا".
في 22 أغسطس 1951، أعلنت المنطقة البحرية الحادية عشرة عن منح شركة آر. آر. هينسلر، من صن فالي، عقدًا بقيمة 1.307 مليون دولار أمريكي لتوسيع وتعزيز مدرج مطار مشاة البحرية المساعد.
أُعيد تشغيل المطار كمركز دعم القوات الجوية والدفاعية في 31 ديسمبر 1953. استخدمت السرب موهافي للتدريب على الذخائر عندما كان الطقس سيئًا في إل تورو. تم نشر وحدات الاحتياط التابعة لمشاة البحرية مؤقتًا في موهافي لفترات مدتها أسبوعان. بلغ عدد أفراد مركز دعم القوات الجوية والدفاعية في موهافي ذروته عند 400 عسكري و200 مدني خلال هذه الفترة.
بعد أن نقل مشاة البحرية عملياته إلى مركز دعم القوات الجوية والدفاعية في إل سنترو في عام 1961، حصلت مقاطعة كيرن على ملكية المطار. وشُكلت منطقة مطار إيست كيرن (EKAD) لإدارة المطار في فبراير 1972؛ وتدير EKAD المطار حتى يومنا هذا. وكانت EKAD من بنات أفكار دان سابوفيتش إلى حد كبير، وهو مربي الماشية والطيار في مقاطعة كيرن، الذي مارس ضغوطًا شديدة على الولاية لإنشاء منطقة المطار وأدار EKAD حتى عام 2002.
نظّمت شركة جولدن ويست إيرلاينز رحلات جوية مجدولة على متن طائرات دي هافيلاند كندا دي إتش سي 6 توين أوتر مباشرة إلى لوس أنجلوس (LAX) من عام 1974 حتى عام 1979.
صوّت مجلس إدارة EKAD على تغيير اسم المنطقة إلى ميناء موهافي الجوي والفضائي في 20 نوفمبر 2012. وصرح المسؤولون بأن اسم الميناء الفضائي معروف عالميًا، لكن EKAD ليس كذلك. ودخل التغيير حيز التنفيذ في 1 يناير 2013.
أضيف "حقل روتان" إلى اسم المطار تكريمًا للأخوين روتان (بورت وديك) في عام 2022، حيث ذكر مجلس إدارته أن إنجازات عائلة روتان في مجال الطيران "لعبت دورًا رئيسيًا في تطور صناعة الطيران ونجاح منظمة ميناء موهافي الجوي والفضائي".

## الأنشطة
يضم مطار موهافي ثلاثة مجالات رئيسية للنشاط: اختبار الطيران، وتطوير صناعة الفضاء، والصيانة الثقيلة للطائرات وتخزينها، إلى جانب كونه مطارًا عامًا للاستخدام العام.